# Bernd R. Salfner

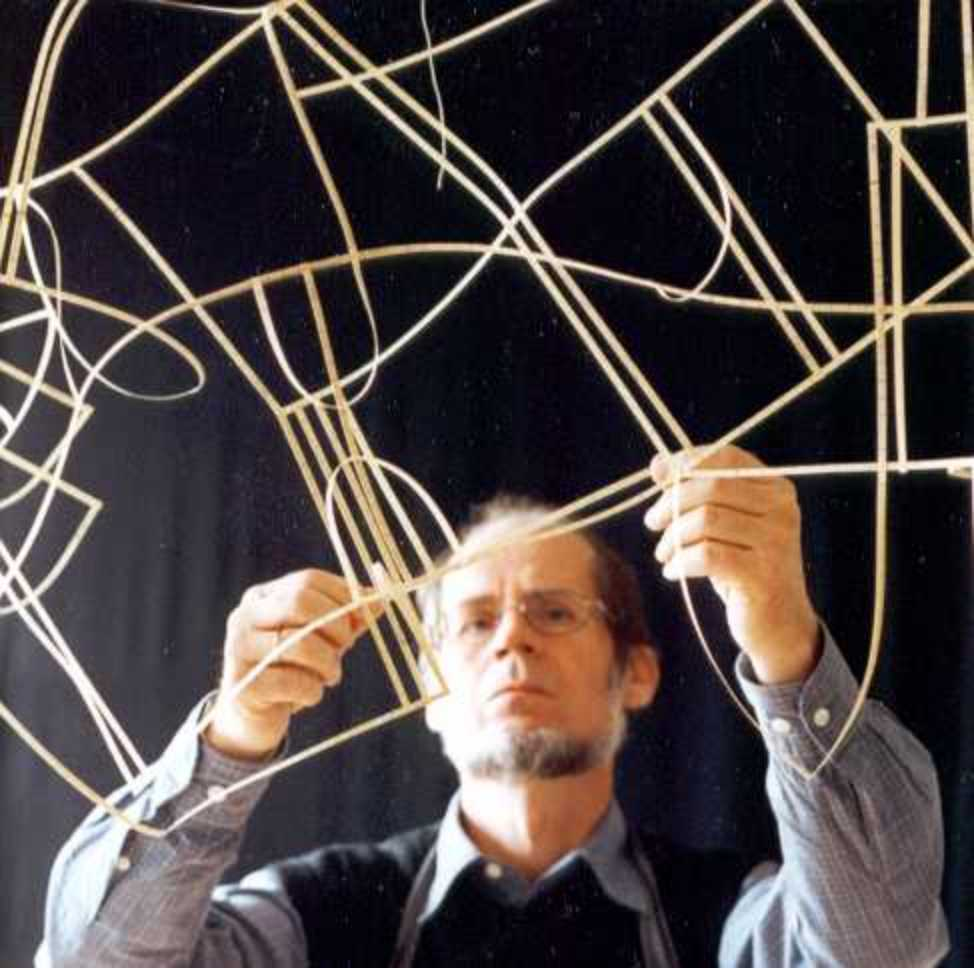
Bernd R. Salfner arbeitet an einer Skulptur aus Papierstreifen, 2004

Bernd R. Salfner (* 1942 in Bayreuth) ist ein deutscher Künstler und Kinderarzt. Er ist vorwiegend im süddeutschen und Schweizer Raum bekannt. Sein Werk umfasst klein- und großformatige Bilder, vor allem in Acryl, Ölmalerei, Aquarelle sowie Skulpturen aus verschiedenen Materialien. Besonders bekannt sind seine Skulpturen aus Papierstreifen.

## Leben
Bernd R. Salfner wurde 1942 in Bayreuth geboren und wuchs in Nördlingen im Ries. auf. Er begann schon als Kleinkind, seine Emotionen in Zeichnungen zu verarbeiten. Sein Kunstlehrer in der Grundschule erkannte sein Talent und brachte ihm die ersten Grundtechniken bei. Trotz seiner großen Leidenschaft für das Malen entschied er sich ab 1961 in München und Wien Medizin zu studieren. Nachdem er zunächst eine wissenschaftliche Karriere im Bereich Immunologie bei Gerhard Uhlenbruck verfolgt hatte, entschied er sich für eine Facharztausbildung in Kinderheilkunde am Universitätsklinikum Düsseldorf und ließ sich 1977 als Kinderarzt in Waldshut-Tiengen nieder.
Als freischaffender Künstler ist Bernd Salfner erstmals mit dem Malkreis Tiengen in die Öffentlichkeit getreten. Seine Werke umfassten zunächst Aquarelle, Zeichnungen, Radierungen, Linolschnitte und Ölmalerei. 1984 gründete er gemeinsam mit weiteren Künstlern die Künstlergruppe „Schwungrad“. Die Künstlergruppe richtete in der ehemaligen Gipsmühle Tiengen ein gemeinsames Atelier ein. Dies gab Bernd Salfner den nötigen Raum, mit großen Bildformaten und verschiedensten Materialien zu experimentieren.
Ende der 1980er Jahre kam es zu einer neuartigen kreativen Verknüpfung zwischen seinem Beruf als Arzt und seiner künstlerischen Tätigkeit: Aus geschredderten Patientenakten, die aus Datenschutzgründen vernichtet werden mussten, schuf Bernd Salfner filigrane Skulpturen aus Papierstreifen, die an dünnen Nylonfäden aufgehängt frei im Raum schweben, wodurch eine Illusion von Lebewesen in Bewegung entsteht. Er selbst bezeichnet diese als „Raumzeichnungen“.
Anfang der 2000er Jahre initiierte und organisierte Bernd Salfner drei Land-Art Projekte, die er gemeinsam mit verschiedenen Künstlern umsetzte. Seit 2001 ist Bernd Salfner zudem ehrenamtlich als Kurator für verschiedene Vereine und Projekte tätig.

## Ausstellungen
- 1981: Schloss Blois, Blois (F)
- 1987: Schloss Tiengen; Waldshut-Tiengen
- 1991: Forum Vebikus; Vebikus Kunsthalle Schaffhausen (CH)
- 1991: Rheinzeichen, Vaduz (LI)
- 1991: Galerie Wengihof, Zürich (CH)
- 1992, 1993, 1994, 1995, 1996, 1997, 1998: Große Kunstausstellung NRW; Kunsthalle Düsseldorf
- 1994: Kreismuseum Schloss Bonndorf, Bonndorf
- 1996: Universitäts-Herzzentrum Freiburg – Bad Krozingen; Bad Krozingen
- 1997: Art in Hospital; Tumorambulanz Universitätsklinik Bochum
- 1998: Internationales Symposium: Kunst im Krankenhaus (Arte e Ospedale); Florenz
- 1998: RundumKunst Mauerschau; Nördlingen
- 2000: Skulpturenweg „Übers Wasser, übers Land“[2]; Kaiserstuhl (CH), Hohentengen
- 2001: Lege artis, Amtsgericht Freiburg i. Br.
- 2001: Symposium WandArt, Tiengen
- 2003: Malerei und Schredderskulpturen; Haus Salmegg; Rheinfelden (D)
- 2005: Kontakte, Lauffenburg (CH)
- 2006: Galerie Wagner, Wallisellen (CH)
- 2006: Linie – Fläche – Raum; Universitätsklinikum Freiburg i. Br.
- 2006: Poetische Positionen II; Kasseler Kunstverein
- 2006: Symposium LuftArt;[3] Waldshut-Tiengen
- 2007: Schloss Wehr, Wehr
- 2008: Symposium LuftArt; Nördlingen
- 2008: Boxenstopp; Kulturtankstelle Döttingen (CH)
- 2009: Frauenzimmer; Vebikus Kunsthalle Schaffhausen (CH)
- 2009: Galerie der Stadt Tuttlingen; Tuttlingen
- 2009: Jahresringe, Galerie der Bürgerzunft im Schloss Tiengen
- 2010: Kreismuseum St. Blasien
- 2011;:RegioArt-Skulptur; Rehmann-Museum Laufenburg (CH)
- 2011: Vier aus Nördlingen; Kunstverein Aalen
- 2013: Boxenstopp; Kulturtankstelle Döttingen (CH)
- 2013: Kreismuseum St. Blasien
- 2014: PapierArt – Im Spannungsfeld von Körper und Raum; Galerie Stihl, Waiblingen
- 2015: Symposium Heubacher Fest; Weilheim-Heubach
- 2015: Mehr Licht als Schatten, Kunstverein Hochrhein, Villa Berberich, Bad Säckingen
- 2016: Kunstpfad Donau-Ries
- 2016: aufbrechen; Galerie Gros, Friedrichshafen
- 2017: Symposium Heubacher Fest; Weilheim-Heubach
- 2017: ouvert: Gesammelte Erinnerungen; Vebikus Kunsthalle Schaffhausen (CH)
- 2017: Arbeiten auf Papier, Arbeiten mit Papier; Schwarzenbergsäle Schloss Tiengen
- 2018: Strahlende Zeiten; Landratsamt Waldshut
- 2019: Die Provinz lebt!; Alte Schranne, Nördlingen
- 2019: Symposium Heubacher Fest; Weilheim-Heubach
- 2019: Kunstpfad Donau-Ries
- 2020: ouvert: auf den Punkt gebracht; Vebikus Kunsthalle Schaffhausen (CH)
- 2021: ouvert: mit_Abstand; Vebikus Kunsthalle Schaffhausen (CH)
- 2021: Corona-Bären; Kreismuseum St. Blasien
- 2022: Verschlusssache: Das Kunstwerk, das ich nie zeigen wollte; Schwarzenbergsäle Schloss Tiengen
- 2022: Traumbilder; Schwarzenbergsäle Schloss Tiengen
- 2022: Symposium Heubacher Fest; Weilheim-Heubach
- 2023: Transparente Skulpturen; Altes Schulhaus, Jestetten

## LandArt Projekte
- 2001: TeamArt Projekt Alatul; Sinai, Ägypten
- 2003: TeamArt Projekt Asturien; Spanien
- 2006: TeamArt Projekt Kohlplatten; Schwarzwald

## Auszeichnungen
- 1994; Residenzstipendium der Cité Internationale des Arts Paris.

## Kuratorentätigkeit
- 2003–2005: Vebikus Kunsthalle Schaffhausen
- 2001–2015: „Kunst in der Villa“, Waldshut
- einzelne Ausstellungen Freunde Schloss Tiengen